# 萊托納 (阿肯色州)
萊托納（英語：Letona）是一個位於美國阿肯色州懷特縣的城鎮。

## 地理
萊托納的座標為35°21′43″N 91°49′42″W / 35.36194°N 91.82833°W，而該地的平均海拔高度為87米（即285英尺）。

## 人口
根據2020年美國人口普查的數據，萊托納的面積為1.01平方千米，皆為陸地。當地共有人口2540人，而人口密度為每平方千米237人。